# Bridelia kurzii
Bridelia kurzii là một loài thực vật thuộc họ Euphorbiaceae. Đây là loài đặc hữu của Ấn Độ. Chúng hiện đang bị đe dọa vì mất nơi sống.